# Bruno Thomas
Bruno Thomas (* 3. Februar 1910 in Wien; † 29. Juni 1988 ebenda) war ein österreichischer Kunsthistoriker und Waffenkundler.  Er war Leiter der Waffensammlungen des Kunsthistorischen Museums in Wien und auf Schloss Ambras in Innsbruck. Seine Leistungen auf dem Gebiet der historischen Waffenkunde waren wegweisend.

## Leben
Thomas studierte nach der Matura an einem Realgymnasium Archäologie und Kunstgeschichte u. a. an der Universität Wien und der Universität Kiel, überdies besuchte er das Wiener Institut für Österreichische Geschichtsforschung (Staatsprüfung 1933). 1932 wurde er an der Philosophischen Fakultät der Kieler Universität mit der Dissertation Die westfälischen Figurenportale in Münster, Paderborn und Minden zum Dr. phil. promoviert. 
1933 kam er als wissenschaftlicher Vertragsbediensteter an das Archäologische Seminar in Kiel. 1934 war er Volontär am Kunsthistorischen Museum in Wien, wo er 1936 als Vertragsbediensteter in den wissenschaftlichen Dienst wechselte. Von 1940 bis 1945 leistete er Wehrdienst in der Wehrmacht; zuletzt geriet er in Kriegsgefangenschaft.
Im Kunsthistorischen Museum verantwortete er den Wiederaufbau der Waffensammlung nach dem Zweiten Weltkrieg: 1948 wurde er Kustos II. und 1951 I. Klasse. 1950 übernahm er die Leitung über die Waffensammlung, 1952 wurde er außerdem Leiter der Waffensammlung auf Schloss Ambras in Innsbruck. Von 1954 bis 1958 war er Leiter der Sammlung für Plastik und Kunstgewerbe (nachmalige Kunstkammer) und von 1958 bis zum Ruhestand 1975 Direktor der Waffensammlung (nachmalige Hof- und Jagdrüstkammer) in Wien; 1968 wurde er zum Hofrat ernannt. Von 1967 bis 1970 verantwortete er zudem die Restaurierung von Beständen (Waffen und Harnisch) mit Hochwasserschäden des Museo Nazionale in Florenz. Außerdem ordnete er 21 in- und ausländische Sammlungen neu. Sein Nachfolger in Wien wurde Ortwin Gamber.
Er wurde Ehrenmitglied folgender Organisationen: Arms and Armour Society/London (1952), Societa S. Marciano/Turin (1956) und Vaabenhistorixke Solskab/Kopenhagen (1960). 1952 wurde er Vorstandsmitglied und war von 1969 bis 1975 Präsident des Vorstandes der International Association of Museums of Arms and Military History sowie 1962 Membre expert des arts cynégétiques du Conseil International de la Chasse (1962) und Mitglied des Österreichischen Landes-Komitees der ICOM.
Thomas ist die Einführung von Methoden der kunsthistorischen Stilkritik und der Geschichtsforschung in der historischen Waffenkunde zuzuschreiben, damit baute er sie von einer historischen Hilfswissenschaft zu einem Gebiet der Kunstgeschichte aus. Er wurde am Wiener Zentralfriedhof bestattet.

## Schriften (Auswahl)
- mit August Grosz: Katalog der Waffensammlung in der neuen Burg. Schausammlung (= Führer durch die Kunsthistorischen Sammlung in Wien. H. 28). Kunsthistorisches Museum, Wien 1936.
- Deutsche Plattnerkunst. Bruckmann, München 1944.
- Harnische (= Wolfrumbücher. Nr. 6). Kunstverlag Wolfrum, Wien 1947.
- mit Ortwin Gamber, Hans Schedelmann: Die schönsten Waffen und Rüstungen aus europäischen und amerikanischen Sammlungen. Keyser, Heidelberg u. a. 1963. (italienische Übersetzung 1965; Lizenz, Löwit, 1975)
- mit Ortwin Gamber: Katalog der Leibrüstkammer. Der Zeitraum von 500 bis 1530 (= Führer durch das Kunsthistorische Museum. Nr. 13). Kunsthistorisches Museum, Wien 1976, ISBN 3-7031-0417-1.
- Gesammelte Schriften zur historischen Waffenkunde. 2 Bände, Akademische Druck- und Verlagsanstalt, Graz 1977, ISBN 3-201-00984-9.
- Hans Schmidt von und zu Helding. Der "kunstreiche" Büchsenschäfter von Ferlach (um 1600–1669) (= Aus Forschung und Kunst. Bd. 23). Geschichtsverein für Kärnten, Klagenfurt 1982.